# Elaphoglossum viscidum
Elaphoglossum viscidum är en träjonväxtart som först beskrevs av Fée, och fick sitt nu gällande namn av Christ. Elaphoglossum viscidum ingår i släktet Elaphoglossum och familjen Dryopteridaceae. Inga underarter finns listade.